# Nadzemna željeznica
Nadzemna željeznica, poznata još i kao nadzemni metro, oblik je brze gradske željeznice, s tračnicama iznad razine ulica, na vijaduktu ili drugoj povišenoj konstrukciji (obično izgrađenoj od čelika, lijevanog željeza, betona ili cigle). Nadzemne željeznice mogu biti širokotračne, standardne ili uskotračne, lake željeznice, jednotračne, ili viseće željeznice. Uzdignute ili nadzemne željezničke pruge obično se nalaze u urbanim područjima gdje bi inače bilo više željezničkih prijelaza. 
Najranija nadzemna željeznica povezivala je London i Greenwich na vijaduktu od cigle, od 878 lukova.
Izgrađena je između 1836. i 1838. godine. Tijekom 1840-ih postojali su drugi planovi za nadzemne željeznice u Londonu, koji nikada nisu urodili plodom.

## Vanjske poveznice
- Definicija nadzemne željeznice
- The Benefits of Elevated Rail  Arhivirana inačica izvorne stranice od 5. travnja 2023. (Wayback Machine)
- Elevated metro and light rail stations